# Rudolf Neumayr
Rudolf Neumayr (* 2. März 1845 in Wien-Neulerchenfeld; † 11. Juni 1903 in Wien) war ein österreichischer Architekt der Ringstraßenzeit.

## Leben
Über Rudolf Neumayr sind nur wenige Fakten bekannt. Er war der Sohn des Gutsbesitzers Georg Neumayr aus Neulerchenfeld, einem ehemaligen Vorort Wiens. Nach dem Besuch der Oberrealschule absolvierte er von 1861 bis 1865 das Polytechnische Institut. Seit 1876 ist er im Wiener Adressbuch als Architekt nachzuweisen.

## Werk
Das schmale Werk Neumayrs, soweit bekannt, besteht aus einigen Bauten in der Ringstraßenzone Wiens. Diese entsprechen dem üblichen Standard des repräsentativen Stadtpalais im historistischen Stil. Neumayr zählt nicht zu den hervorragendsten Architekten jener Epoche, seine Bauten befinden sich aber an durchaus nicht unwichtigen Stellen.
- 1875 Miethaus, Schottenring 27–29, Wien 1
- 1878 Miethaus, Maria-Theresien-Straße 22, Wien 1
- 1878 Ehemalige Frucht- und Mehlbörse, Börsegasse 16–18, Wien 1